# Юзеф Тіш
Юзеф Йоахім Тіш (пол. Józef Joachim Tisch; 10 вересня 1883, Львів — ?) — львівський архітектор. 

## Біографія
Закінчив гімназію. 1903 року вступив на інженерний факультет Львівської політехніки. 1907 року перейшов на архітектурний факультет. Разом із Максимільяном Когутом керував архітектурно-будівельною фірмою у Львові. Член Політехнічного товариства у Львові від 15 лютого 1926 року. Член Професійної спілки будівничих у Львові. Мешкав на вулиці Словацького, 16.
Роботи у Львові
- Магазин на вулиці Русових, 3 (1927–1928, співавтор Максимільян Когут)[3].
- Реконструкція будинку на вулиці Філатова, 4 (1934, спільно з Максимільяном Когутом)[4].
- Торгові склади галантерейної фабрики на вулиці Шпитальній, 9 (1935, співавтор Максимільян Когут)[5].
- Власні житлові будинки Юзефа Тіша та Максимільяна Когута на вулиці Київській, 36 (проєкти 1925 і 1930 років) і будинок № 34 (проєкт 1936 року), з використанням склепінь системи «ISTEG»[6].
- Житловий будинок на вулиці Карпатській, 11 (1938), з використанням склепінь системи «ISTEG»[7].